# کمیسیون تخصیص بودجه مجلس نمایندگان ایالات متحده آمریکا
کمیسیون تخصیص بودجه مجلس نمایندگان ایالات متحده (به انگلیسی: United States House Committee on Appropriations) یکی از کمیسیون‌های مجلس نمایندگان در آمریکا است.
وظیفهٔ این کمیسیون تعیین جزئیات هزینه‌های مالی دولت ایالات متحده است.
به این خاطر، این کمیسیون یکی از قدرت‌مندترین کمیسیون‌ها در آمریکا است و اعضای آن جزو افراد بانفوذ به‌شمار می‌آیند.